# Russian Trading System
Russian Trading System (abgekürzt RTS, russisch Российская Торговая Система, deutsch Russisches Handelssystem) war eine russische Wertpapierbörse in Moskau. Sie entstand am 5. Juli 1995 nach dem Vorbild der amerikanischen Technologiebörse NASDAQ. RTS war nach MICEX die Handelsplattform mit dem höchsten Umsatzvolumen in Russland. Die Börse veröffentlicht den RTS-Index, der international als Benchmark für den russischen Wertpapierhandel gilt.
Seit dem 19. Dezember 2011 hat die neue Börse MICEX-RTS ihren Dienst aufgenommen.

## Überblick
RTS ist die Handelsplattform mit dem zweithöchsten Umsatzvolumen in Russland. Während im russischen Handelssystem RTS die Quotierungen in US-Dollar erfolgen und die Anzahl der gelisteten Unternehmen höher ist, verfügt die Moskauer Interbanken-Devisenbörse MICEX (Moscow Interbank Currency Exchange), an der die Aktien in Rubel notiert sind, über höhere Tageshandelsvolumen.
Zunächst als Non-Profit-Organisation geschaffen, befindet sich RTS zurzeit mit der Umwandlung in eine Aktiengesellschaft im Prozess der Reorganisation. RTS-Daten werden weltweit durch große internationale Anbieter wie Thomson Reuters vertrieben. Handelsstunden sind Montag bis Freitag von 10:30 Uhr bis 18:00 Uhr Ortszeit (8:30 Uhr bis 16:00 Uhr MEZ).
Ähnlich wie die Deutsche Börse in Frankfurt am Main stellt RTS in Moskau ihr System umsatzschwachen ausländischen Börsen als Handelsplattform entgeltlich zur Verfügung. So bestehen Kooperationsabkommen mit den Börsen in Bulgarien, Armenien und Georgien.

## Geschichte
Vorläufer des RTS war die Internationale Wertpapierbörse MISE (Moscow International Stock Exchange), die am 5. November 1990 gegründet wurde. Der Aktienanteil am gesamten Börsenumsatz lag 1992 an der MISE bei 0,3 Prozent, da die Geschäfte vorwiegend außerbörslich (Over-the-Counter, OTC) abgewickelt wurden. Im gleichen Jahr entstanden 21 weitere Wertpapierbörsen in Russland. Nach Beendigung der Scheck- beziehungsweise Voucher-Privatisierung, die von 1992 bis 1994 andauerte, begann der Aufbau eines sekundären Aktienmarktes. Die Vielzahl von Börsen behinderte diese Entwicklung jedoch.
1994 entstand die Nationale Assoziation der Wertpapiermarktteilnehmer NAUFOR (National Association of Securities Market Participants), um die Zersplitterung der russischen Börsen zu beenden. NAUFOR übernahm von der NASDAQ dessen außerbörsliches elektronisches Handelssystem. Es entstand am 5. Juli 1995 das „Russian Trading System“ (RTS). Die Börse erhielt im Juli 1997 als erstes elektronisches Handelssystem eine (beschränkte) Lizenz der Kommission für den Wertpapierhandel FCSM (Federal Commission on the Securities Market). 1998 wurde das alte Handelssystem durch eine vollelektronische Eigenproduktion ersetzt.
Am 29. Juni 2011 unterzeichneten das russische Handelssystem RTS und die Interbanken-Devisenbörse MICEX einen juristisch verbindlichen Fusionsvertrag. Fünf RTS-Großaktionäre (Renaissance Capital, Aton Capital, Alfa-Bank, Troika Dialog und Da Vinci Capital) verkauften insgesamt 53,7 Prozent der Anteile an MICEX. Laut Angaben der Zentralbank der Russischen Föderation betrug der Wert von RTS 1,15 Milliarden US-Dollar und von Micex 3,45 Milliarden US-Dollar. Der Kauf erfolgte zu 35 Prozent in bar und zu 65 Prozent mittels Aktientausch.

## RTS-Indizes
Die RTS-Börse berechnet und veröffentlicht mehrere Aktienindizes.
- RTS-Index (Index symbol – RTSI)
- RTS Standard Index (Index symbol – RTSSTD)
- RTS-2 Index (Index symbol – RTS2)
- RTS Siberia Index (Index symbol – RTSSIB)
- Sectoral Indices

Der RTS-Index (Russian Trading System Index, RTSI) ist ein Aktienindex, der die 50 größten Unternehmen an der Russian Trading System in Moskau umfasst. Eingeführt wurde der Index am 1. September 1995 mit einem Basiswert von 100 Punkten. Er gilt international als Benchmark für den russischen Wertpapierhandel. Der RTS-2 ist ein Index für Nebenwerte. Er enthält mittelgroße Aktiengesellschaften mit relativ geringem Börsenwert oder geringen Börsenumsätzen.